# Chris Kemoeatu

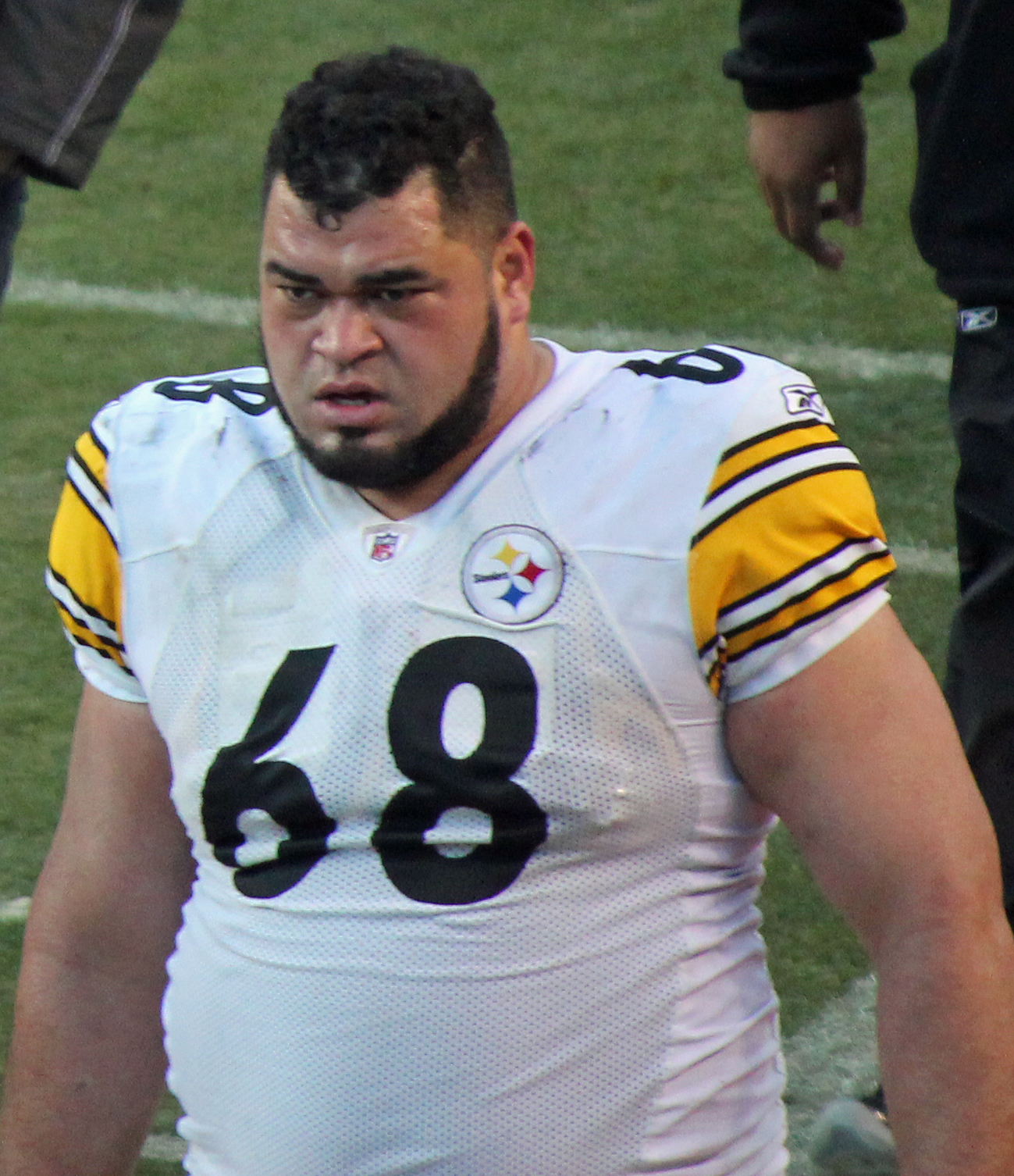
Imagem do jogador de futebol americano estadunidense Chris kemoeatu.

Chris Kemoeatu é um jogador profissional de futebol americano estadunidense que foi campeão da temporada de 2008 da National Football League jogando pelo Pittsburgh Steelers.